# Stenandrium boivinii
Stenandrium boivinii là một loài thực vật có hoa trong họ Ô rô. Loài này được (S. Moore) Baill. ex Vollesen miêu tả khoa học đầu tiên năm 1992.